# 閻溫
閻溫（2世紀—213年），字伯儉，天水郡西縣人。東漢末涼州官員。

## 生平
閻溫擔任涼州別駕，守上邽令。建安十八年（213年），馬超逃到上邽，得到上邽人任養等歡迎，閻溫試圖阻止但不果，於是逃走到當時涼州的治所冀城。後來馬超率兵圍困冀城，涼州刺史韋康見救兵久久不至，於是秘密派遣閻溫出城向夏侯淵求救。
當時馬超由於得到涼州士民及張魯的幫助，有一萬兵眾，將冀城圍困得十分嚴密，從正月圍到了八月，閻溫只有乘夜潛水出城，但到了翌日，逃走的痕跡就被發現，並且開始追截閻溫，最後在顯親界抓住閻溫，並押見馬超。馬超解了縛著他的繩索，並且脅逼他向城內人說再無救兵來到，逼令冀城人開城投降。
閻溫假意答應，馬超於是載閻溫到冀城城下，到後閻溫卻向城內大叫：「大軍不過三日至，勉之！」城內的人都哭泣，稱萬歲。馬超眼見冀城久攻不下，於是多次勸閻溫改變主意，但閻溫都無動於衷，寧死不屈，最終被馬超所殺。
陳壽評價：阎温向城大呼，齐解（解揚）、路（西漢齊孝王劉將閭的路中大夫）之烈焉。

## 延伸阅读
[在维基数据编辑]
 《三國志·卷18》，出自陳壽《三國志》